# Портрет Дмитрия Ильича Пышницкого
«Портрет Дмитрия Ильича Пышницкого» — картина Джорджа Доу и его мастерской, при участии Томаса Райта, из Военной галереи Зимнего дворца.
Картина представляет собой погрудный портрет генерал-лейтенанта Дмитрия Ильича Пышницкого из состава Военной галереи Зимнего дворца.
С начала Отечественной войны 1812 года полковник Пышницкий был шефом Кременчугского пехотного полка и командовал 1-й бригадой 4-й пехотной дивизии; был ранен в сражении при Смоленске, за отличие при Бородино получил чин генерал-майора. Далее он сражался в Тарутинском бою, при Малоярославце, после сражения под Красным возглавил 4-ю пехотную дивизию. В Заграничном походе 1813 года отличился при Калише и Рейхенбахе, под Бауценом был ранен, в Битве народов под Лейпцигом получил очередное ранение и завершил своё участие в Наполеоновских войнах при взятии Парижа в 1814 году, за которое был произведён в генерал-лейтенанты.
Изображён в генеральском мундире, введённом для пехотных генералов 7 мая 1817 года. На шее кресты ордена Св. Георгия 3-го класса; по борту мундира кресты ордена Св. Владимира 2-й степени и прусского ордена Красного орла 2-й степени; справа на груди серебряная медаль «В память Отечественной войны 1812 года» на Андреевской ленте и звёзды орденов Св. Александра Невского (изображён ошибочно, Пышницкий не был награждён этим орденом) и Св. Владимира 2-й степени. Подпись на раме: Д. И. Пышницкiй, Генералъ Лейтенантъ. Слева на груди должна быть изображена отсутствующая звезда ордена Св. Анны 1-й степени с алмазами, которую Пышницкий получил в 1813 году за сражение при Калише (алмазные знаки пожалованы в 1814 году за сражение под Труа).
7 августа 1820 года Комитетом Главного штаба по аттестации Пышницкий был включён в список «генералов, заслуживающих быть написанными в галерею» и 6 ноября 1821 года император Александр I приказал написать его портрет. Гонорар Доу был выплачен 22 апреля 1828 года, однако художник не успел закончить работу. По утверждению хранителя британской живописи в Эрмитаже Е. П. Ренне, со ссылкой на РГИА, в 1833 году портрет был окончательно доработан Томасом Райтом и тогда же сдан в Эрмитаж. По мнению А. А. Подмазо, готовый портрет был принят в Эрмитаж 1 сентября 1839 года, при этом он приводит ссылку на архивный фонд самого Эрмитажа.